# Galeodes atrospinatus
Espèce
Synonymes
- Galeodellus atrospinatus Roewer, 1941

Galeodes atrospinatus est une espèce de solifuges de la famille des Galeodidae.

## Distribution
Cette espèce est endémique du Pakistan.

## Description
Le mâle holotype mesure 61 mm.

## Publication originale
- Roewer, 1941 : Solifugen 1934-1940. Veröffentlichungen aus dem Deutschen Kolonial und Uebersee-Museum in Bremen, vol. 3, no 2, p. 97-192 (texte intégral).